# Костилівська сільська рада
| Костилівська сільська рада — колишній орган місцевого самоврядування у Рахівському районі Закарпатської області з адміністративним центром у с. Костилівка. Сільській раді були підпорядковані населені пункти: - с. Костилівка - с. Вільховатий |

## Склад ради
Рада складалася з 20 депутатів та голови.

## Керівний склад сільської ради
| ПІБ                       | Основні відомості                                                 | Дата обрання | Дата звільнення |
| ------------------------- | ----------------------------------------------------------------- | ------------ | --------------- |
| Сметанюк Ольга Вікторівна | Сільський голова, 1967 року народження, освіта, позапартійна      | 31.10.2010   | 25.10.2015      |
| Савляк Інна Ігорівна      | Сільський голова, 1989 року народження, освіта вища, позапартійна | 25.10.2015   |                 |

Примітка: таблиця складена за даними джерела

## Населення
Згідно з переписом УРСР 1989 року чисельність наявного населення сільської ради становила 2648 осіб, з яких 1264 чоловіки та 1384 жінки.
За переписом населення України 2001 року в сільській раді мешкали 2954 особи.

### Мова
Розподіл населення за рідною мовою за даними перепису 2001 року:
| Мова       | Відсоток |
| ---------- | -------- |
| українська | 99,37 %  |
| російська  | 0,30 %   |
| угорська   | 0,07 %   |
| білоруська | 0,03 %   |
| румунська  | 0,03 %   |
| словацька  | 0,03 %   |